# Борис Резухин
Борис Петрович Резухин (? — 16. август 1921) био је руски официр, учесник Првог светског и Руског грађанског рата, генерал-мајор (1920). Био је члан белог покрета у Забајкалији и Монголији.

## Биографија
У Првом светском рату командовао је стотином војника у 1. Верхнеудинском пуку. Током грађанског рата придружио се трупама атамана Г. М. Семјонова. Командовао је Татарским пуком и 2. коњичком бригадом у азијској дивизији генерала барона Романа Унгерна фон Штернберга и био заменик команданта дивизије. Након ослобађања Урге у фебруару 1921. од кинеских републиканских трупа, Богд-кан је добио титулу „цин-ван“ (славни принц) и титулу „одобреног батора, команданта“. Вођа похода 2. коњичке бригаде Азијске дивизије на Мисовск и Татаурово, од 8. јула, заједно са Унгерном, води поход на Верхнеудинск. Одбијајући да поведе бригаду у Манџурију, умро је од руку својих потчињених 16. августа 1921.

## Ререренце
1. 1 2  „Резухин Борис Петрович”. www.hrono.ru. Приступљено 2020-11-18.